# Tag team

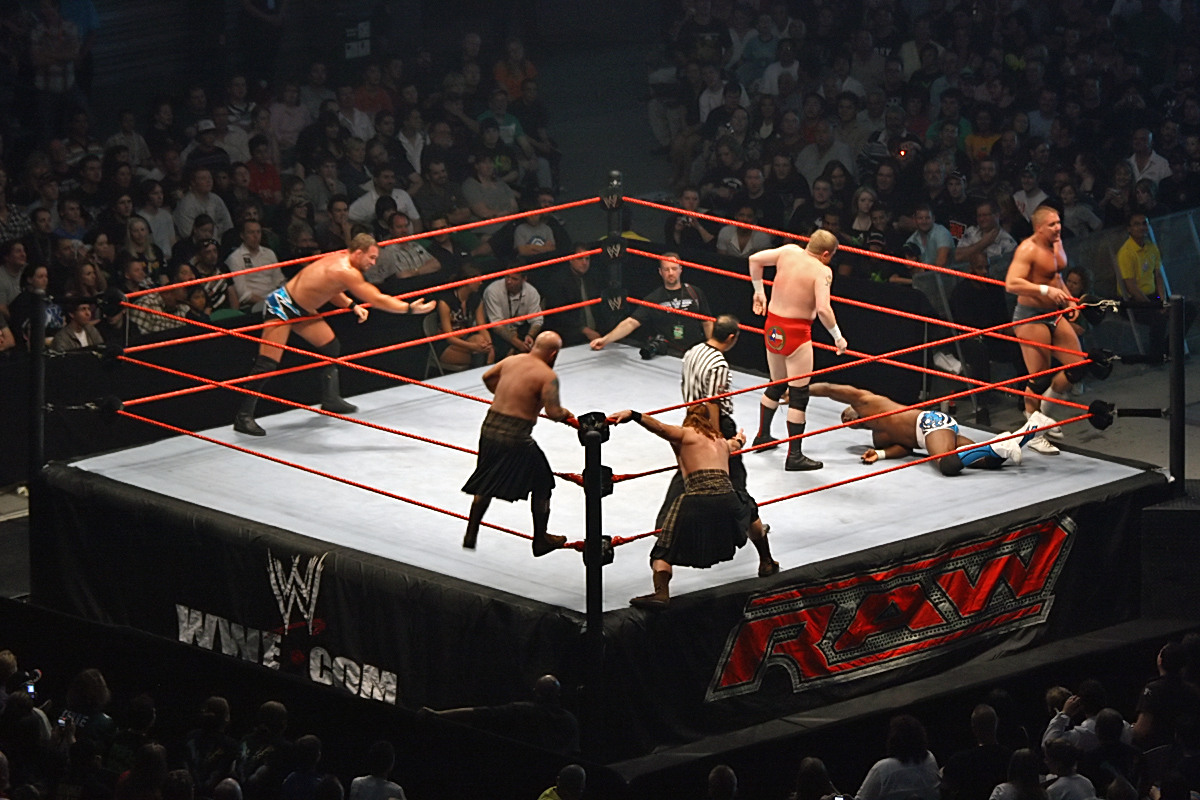
Triple Threat Tag Team Match: WWE World Tag Team Championship. The World’s Greatest Tag Team – Cade & Murdoch oraz Charlie Haas vs. The Highlanders.

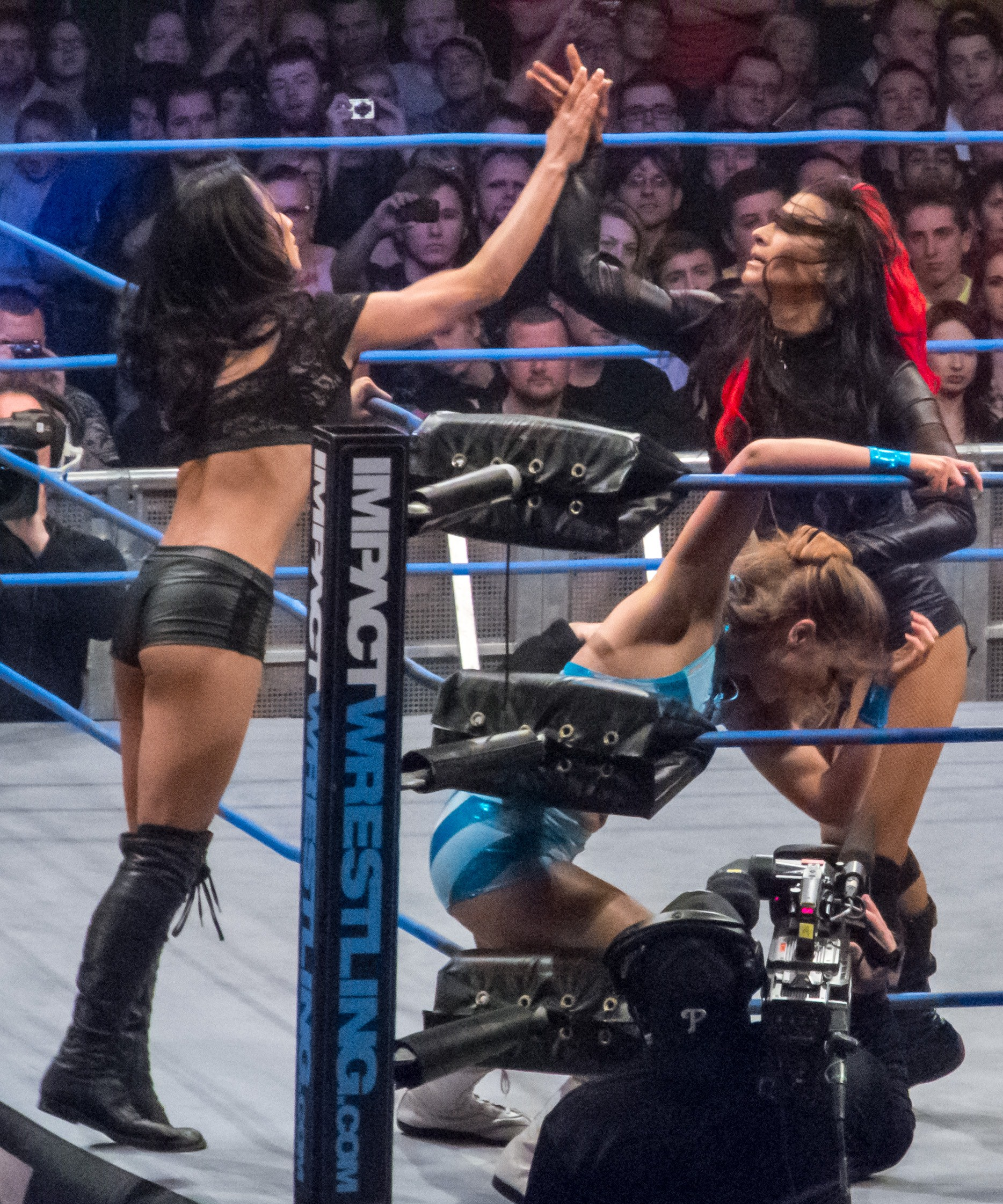
Zmiana podczas walki tag teamowej.

Tag team – w wrestlingu określenie drużyny składającej się z minimum dwóch zawodników, którzy walczą w ringu na zmianę. Więcej niż dwóch zawodników występujących w tag teamie to tzw. „stajnia” (ang. stable). Podczas meczu tag teamowego zawodnik, aby zmienić się w walce z partnerem, musi go dotknąć (najczęściej przez tzw. „przybicie piątki”). Po wykonaniu zmiany zawodnik zmieniający musi zejść z ringu (na ogół przechodząc za liny), gdyż grozi to dyskwalifikacją, jeśli zawodnik, który dokonał zmiany, pozostaje w polu ringowym. Wyjątkiem są tzw. tornado matche, w których zawodnicy walczą w systemie 2 vs 2, 3 vs 3 itd. - zmiany w tego rodzaju starciach nie występują. Tag teamy mogą być tworzone spontanicznie z różnych wrestlerów bądź są ustalane w kayfabe na potrzeby gimmicków drużynowych lub dla stajni.
W języku angielskim czasownik to tag oznacza „zaklepać”, „zaklepywać”. W slangu wrestlingowym słowo tag oznacza po prostu „zmianę” wykonaną pomiędzy zawodnikami.

## Rodzaje walk tag teamowych

### Standardowa walka
W standardowym tag team matchu biorą udział co najmniej dwuosobowe drużyny (tag teamy). Jednocześnie w ringu walczy po jednym przedstawicielu każdej z drużyn, pozostali muszą stać po zewnętrznej stronie ringu. Jeśli członkowie drużyny chcą się zamienić miejscami, muszą się dotknąć, gdy aktywny uczestnik walki stoi wewnątrz ringu, a osoba, z którą chce się zamienić, w narożniku i po drugiej stronie lin. Warunkiem zwycięstwa w standardowej walce tag teamów jest przypięcie lub zmuszenie do poddania się dowolnego członka drużyny przeciwnej.

### Relevos Australianos
Walka tag teamowa, w której udział biorą dwie drużyny wrestlerów (jest to walka 3 na 3 zawodników). Każda z drużyn ma wyznaczonego kapitana. By odnieść zwycięstwo jedna z drużyn musi albo przypiąć kapitana drużyny przeciwnej bądź wyeliminować dwóch wrestlerów z jednej drużyny, którzy nie są kapitanami. Walki tego typu opierają się na zasadzie two out of three falls, a także posiadają restrykcyjne zasady co do ilości przeprowadzania zmian (ang. tag). W Meksyku walki tego rodzaju noszą nazwę Relevos Australianos (pol. „zasady australijskie”) i są popularne w takich federacjach jak Asistencia Asesoría y Administración (AAA) czy Consejo Mundial de Lucha Libre (CMLL).

### Walki tag teamowe oparte na eliminacji zawodników
(ang. Elimination tag team matches). Są to walki tag teamowe, w których naczelną zasadą jest eliminowanie przeciwników z drużyny przeciwnej poprzez przypięcia, poddania bądź dyskwalifikacje. Wyeliminowany wrestler musi opuścić ring. Federacja WWE określa starcia tego typu jako Survivor Series match, gdzie udział bierze 8 (po 4 na jedną drużynę) lub 10 (5 vs 5) zawodników. W Meksyku takie walki noszą nazwę Torneo cibernetico („Turniej cybernetyczny”). Dla starć tradycyjnych tag teamów złożonych z dwóch zawodników należy zaznaczyć, że jeśli jeden z zawodników zostanie przypięty lub poddany to jego partner również zostaje wyeliminowany, nawet jeśli nie został przypięty lub poddany. Tak samo jak w zwykłych pojedynczych starciach występują warianty triple threat lub fatal four-way, tak samo tag teamowe starcia również posiadają podobne reguły.

### Starcia mieszane

#### Intergender tag team match
Pojedynek tag teamów, w którym biorą udział kobiety i mężczyźni. Jeśli opiera się na innych zasadach niż Mixed tag team match, czyli starcia między mężczyzną i kobietą są dozwolone, taka walka nazywa się Intergender tag team match.

#### Mixed tag team match
Pojedynek tag teamów, w którym każda drużyna składa się z przynajmniej jednego mężczyzny i przynajmniej jednej kobiety. Starcia mogą się odbywać tylko między zawodnikami tej samej płci. Uderzenia kobiety przez mężczyznę i mężczyzny przez kobietę są niedozwolone i mogą skutkować dyskwalifikacją.

### Stadium Stampede / Anarchy in the Arena match
Stadium Stampede match to rodzaj hybrydowego tag teamu, lokalizacji i cinematic matchu, który powstał w All Elite Wrestling. Został on przeprowadzony dwukrotnie podczas wydarzenia Double or Nothing pod tą nazwą i trzykrotnie pod nazwą Anarchy in the Arena, a także raz podczas wydarzenia All In 2023, w sumie sześć razy (gdy odbywa się na arenie, nazywa się to Anarchy in the Arena matchem). Ta walka zazwyczaj obejmuje 10 wrestlerów w walce 5 na 5, a wszystkich pięciu wrestlerów z dwóch drużyn jest częścią ustalonej frakcji w AEW. Ta często brutalna walka jest rozgrywany na zasadach hardcore i rozpoczyna się na ringu pośrodku stadionu lub areny i przechodzi przez różne środowiska, takie jak bary, obszary załadunku towarów i biura.

### WariantyParejas
Wyróżnić należy dwa warianty Parejas (hiszp. pary). Pierwszy z nich to Parejas Increibles Match, gdzie tag teamy stanowią dwie drużyny zawodników, którzy prowadzą między sobą feud. Tego rodzaju starcia wypromowała przede wszystkim meksykańska federacja CMLL, która utworzyła specjalny turniej poświęcony tego rodzaju starciom, o nazwie CMLL Torneo Nacional de Parejas Increibles. W Stanach Zjednoczonych takie starcia są rzadkie, ale jeśli są organizowane to przyjmują nazwę Strange Bedfellows match (World Wrestling Entertainment) bądź The Lethal Lottery (World Championship Wrestling). Drugi wariant to Parejas Suicidas, który stanowi zwykły tag team match, ale zawodnicy z drużyny przegranej muszą stawić sobie czoła w walce Luchas de Apuestas, gdzie z kolei przegrany zawodnik - w zależności od zakładu - musi albo ściągnąć maskę, albo ściąć włosy na głowie.

### WariantScramble
Scramble tag team matche popularne są na ogół w amerykańskiej federacji Ring of Honor. Tego rodzaju starcia charakteryzują się tym, że w momencie gdy jeden z wrestlerów w tag teamie opuszcza ring - z własnej woli bądź jest do tego zmuszony - jego partner może wejść do ringu jako zastępca bez wykonania zmiany. Na ogół starcia te odbywają się z czterema tag teamami (każdy w jednym narożniku ringu). W japońskiej federacji Dragon Gate starcia te przybierają formę Six-man Scramble (pol. sześcioosobowy Scramble) gdzie każdy zawodnik może się zmienić z każdym innym wrestlerem obecnym w walce. Oprócz tego występuje jeszcze jeden wariant Scramble zwany Scramble Cage. Tego rodzaju walka opiera się na starciach w klatce, gdzie nad każdym z narożników znajdują się drewniane platformy dla wykonywania akcji wysokiego ryzyka. Wszyscy zawodnicy mogą przebywać w klatce lub poza nią. Walkę rozpoczynają dwie drużyny, ale co 2 minuty wchodzą kolejne tag teamy. Starcia nie można wygrać przed czasem, dopóki wszystkie drużyny nie wejdą do walki - główną zasadą jest aby wszystkie drużyny weszły do starcia - wtedy możliwe jest eliminowanie kolejnych tag teamów, poprzez przypięcie, poddanie lub dyskwalifikację, co w rezultacie prowadzi do zwycięstwa.

### Tag team Battle Royal
Jest to walka Battle Royal ale zamiast pojedynczych zawodników walczą tag teamy. Jeżeli jeden z wrestlerów zostanie wyrzucony przez górną linę - jego partner, który nie został w ten sposób wyeliminowany i wciąż znajduje się w ringu - musi również opuścić ring i walka dla tej drużyny się kończy. Podobnie jak i w tornado tag team matchu nie występują zmiany (ang. tag) i obaj zawodnicy walczą w tym samym czasie w ringu. Podczas Draftu WWE w 2011 roku odbyła się walka drużynowa (10 vs 10) pomiędzy Raw a SmackDown!, gdzie wrestlerzy jednej z drużyn musieli wyeliminować wszystkich zawodników z drużyny przeciwnej by odnieść zwycięstwo, wyrzucając rywali za górną linę - wszystkich 20 zawodników było obecnych w ringu w tym samym czasie.

### Tornado tag team match
Znany również jako Texas Tornado match. Nie jest to do końca walka tag teamowa ponieważ w ringu walczą w tym samym czasie obaj zawodnicy przeciwko innym dwóm wrestlerom (bądź walczy kilka drużyn) i co najważniejsze - nie występują zmiany (tag) pomiędzy zawodnikami w tej walce. Pierwsza walka tego typu miała miejsce w 1937 roku w Houston.

### Turmoil
Walka podobna do Gauntlet Matchu, ale z udziałem tag teamów. Jednocześnie w starciu biorą udział dwie drużyny, które walczą zgodnie ze standardowymi zasadami. Aby kolejny tag team mógł wziąć udział w walce, inny tag team musi zostać wyeliminowany.

## Znane tag teamy w wrestlingu
- Rock 'n' Sock Connection – The Rock i Mankind
- British Bulldogs – Davey Boy Smith – The Dynamite Kid
- The Rockers – Shawn Michaels i Marty Jannetty
- Hart Foudation – Bret Hart i Jim Neidhart
- D-Generation X – Triple H i Shawn Michaels (również Road Dogg, Billy Gunn i Chyna)
- Edge i Christian
- The Legacy – Randy Orton, Ted DiBiase i Cody Rhodes
- Jeri-Show – Chris Jericho i The Big Show
- Brothers of Destruction – Kane i The Undertaker
- La Résistance – René Goguen i Sylvain Grenier
- Los Guerrerros – Eddie Guerrero i Chavo Guerrero
- Evolution – Batista, Ric Flair, Randy Orton i Triple H
- Lance Cade i Trevor Murdoch
- The Colóns – Eddie Colón i Carly Colón
- John Morrison & The Miz
- The Bella Twins – Brie Bella i Nikki Bella
- Cryme Tyme – JTG i Shad Gaspard
- ShoMiz – The Big Show i The Miz
- Rated RKO – Edge i Randy Orton
- The Hardyz – Jeff Hardy i Matt Hardy
- APA – JBL i Ron Simmons
- The Usos – Jimmy Uso i Jey Uso[6]

## Galeria

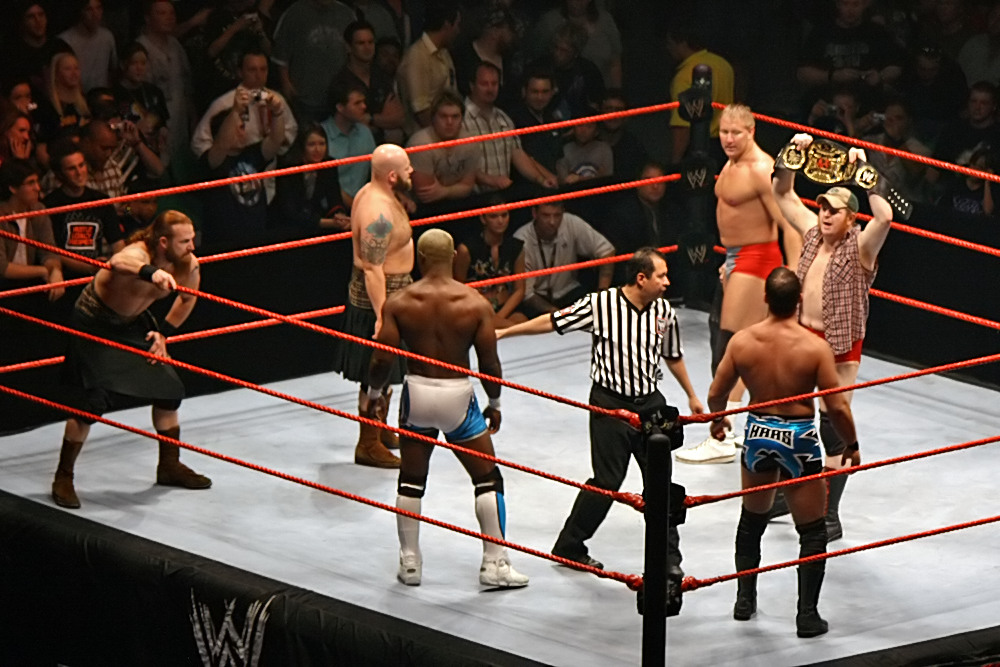
Threat tag team match: The World’s Greatest Tag Team vs The Highlanders
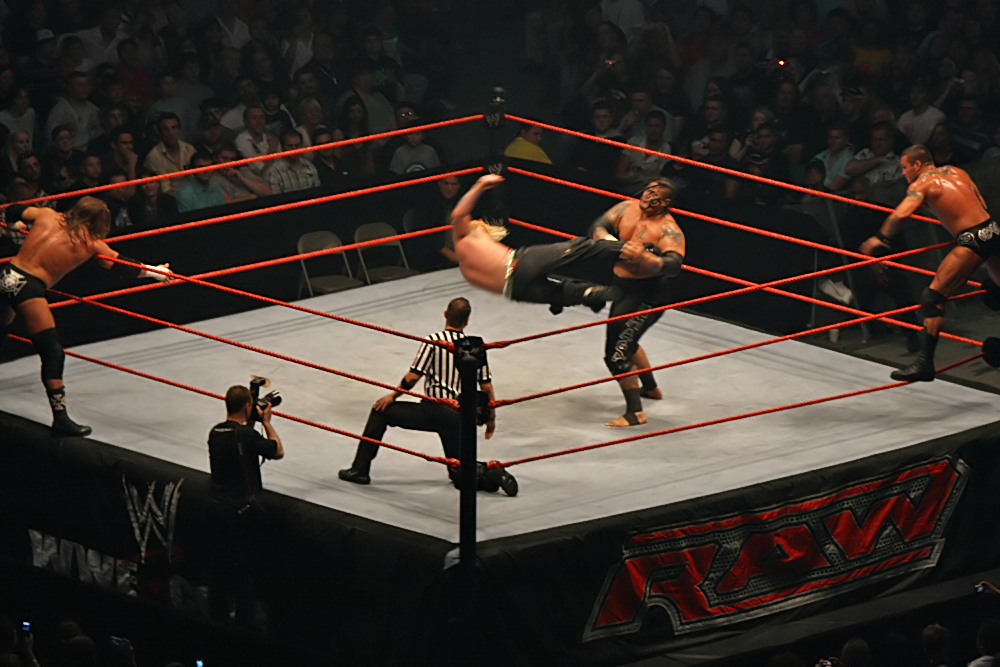
Jeff Hardy i Triple H vs Umaga i Randy Orton
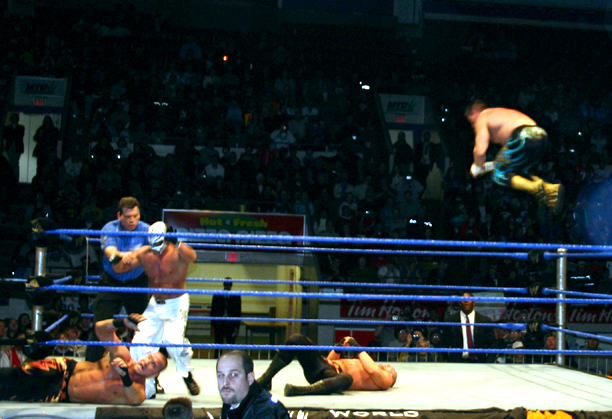
Standardowa walka tag teamowa. Na zdjęciu Eddie Guerrero wykonujący w locie manewr frog splash
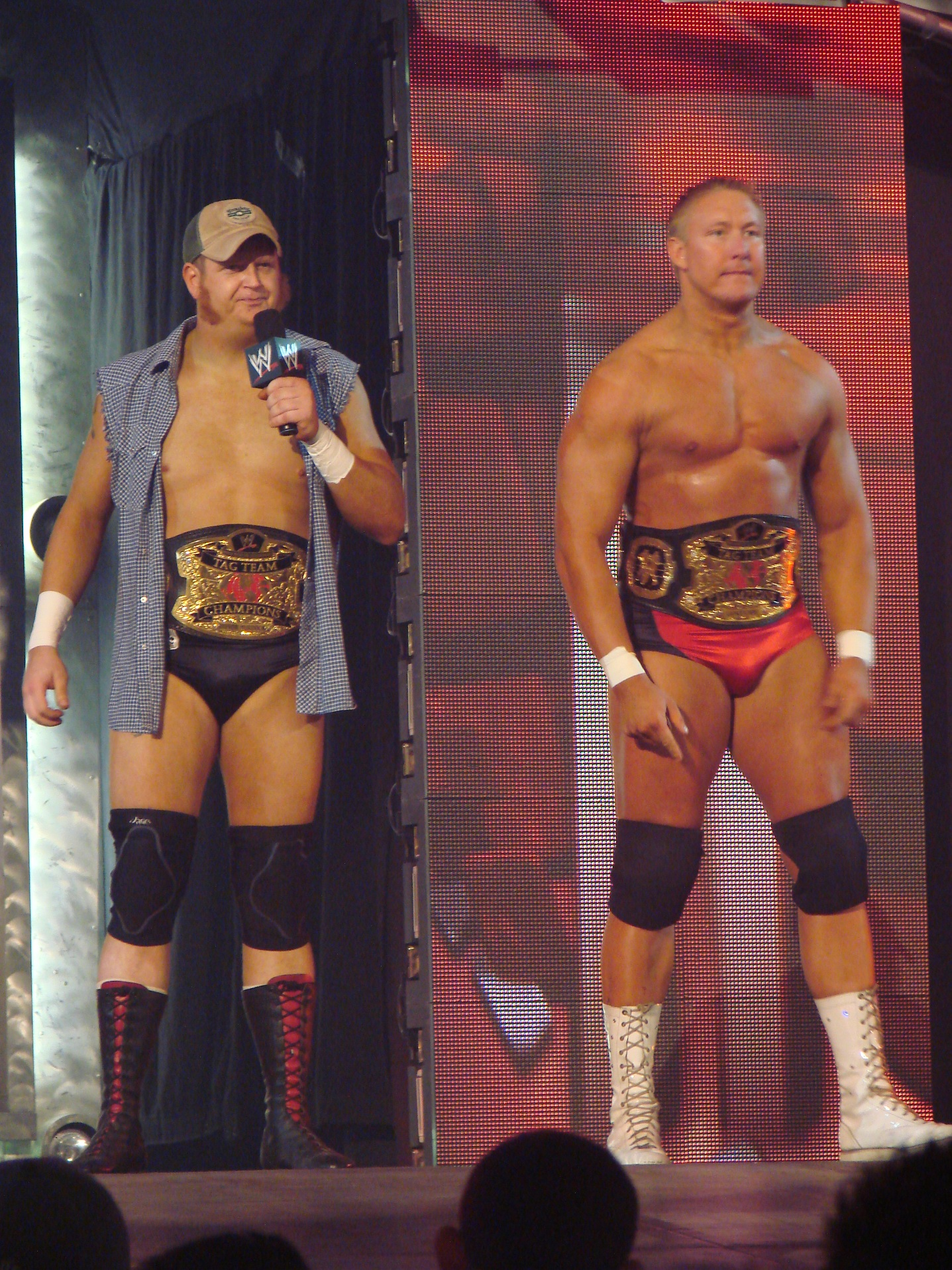
Lance Cade i Trevor Murdoch jako WWE World Tag Team Championi
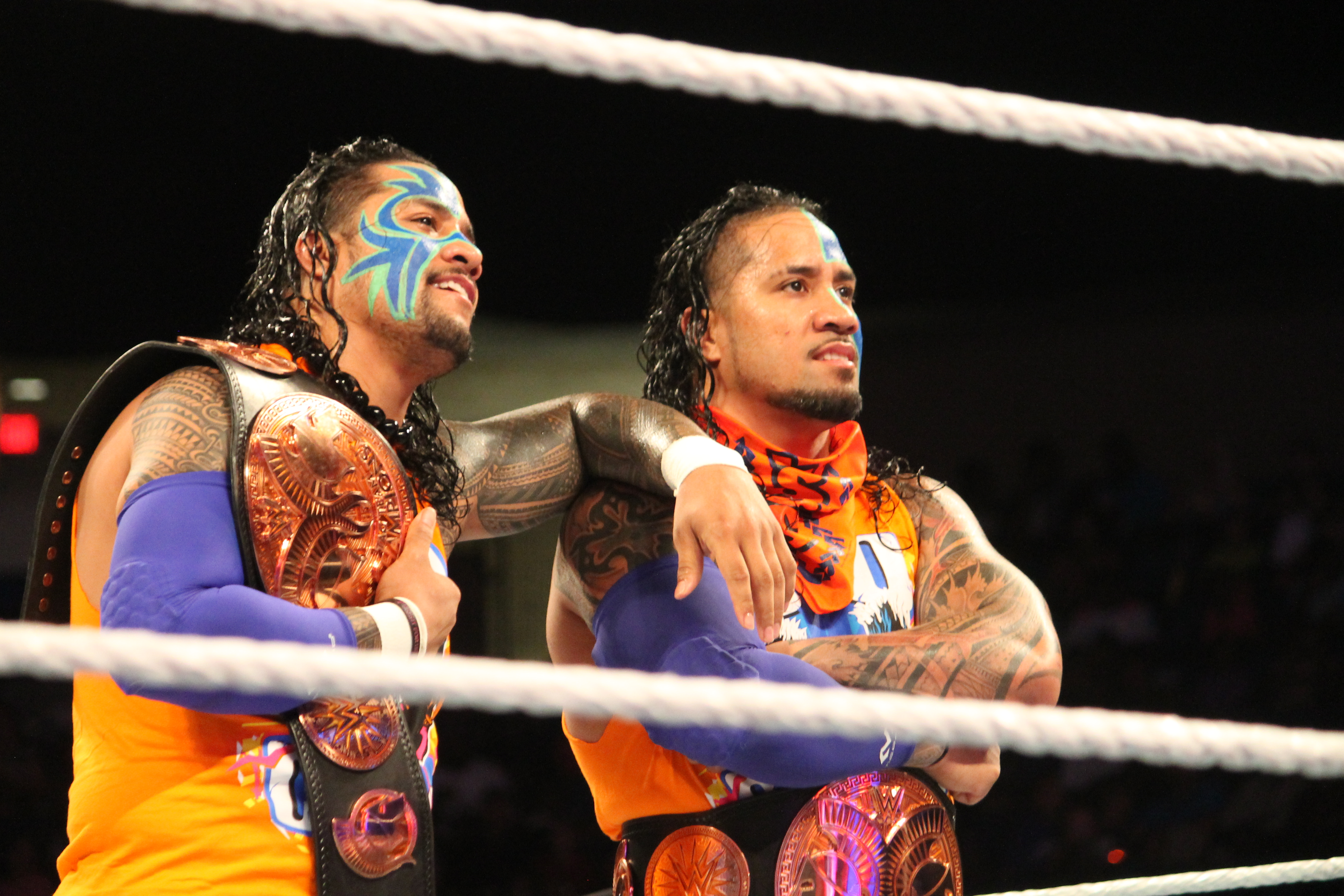
The Usos z tytułami mistrzowskimi WWE Tag Team Championship